# Уфа
Уфа́ (башк. Өфө, Öfö, МФА: [ʏ̞ˈfʏ̞]; рос. Уфа́) — столиця Башкортостану, місто в Росії, адміністративний центр Уфимського району та Уфимського міського округу. Одне з дванадцяти найбільших міст РФ з чисельністю понад мільйон осіб, за чисельністю населення посідає 11-те місце в РФ. У агломерації — 1 130 001 особа (14—16-те місця). Площа — 753,7 км². Місто витягнуте з південного заходу на північний схід більш ніж на 70 км в межиріччі річок Біла і Уфа (3-тє за протяжністю місто Росії, після Сочі і Волгограду). Уфа — великий транспортний і логістичний вузол, важливий науковий центр. Відстань до Москви 1357 км.

## Географія

### Географія
Місто розташоване на березі річки Білої, при впаданні в неї річок Уфа і Дьома, на Прибільській вибоїсто-хвилястій рівнині, за 100 км на захід від хребтів Башкирського (Південного) Уралу.

### Клімат
Уфа розташована в північно-лісостеповій підзоні помірного поясу. Клімат континентальний, достатньо вологий, літо тепле, зима помірно холодна і тривала. Середня температура січня −14,6 °C, мінімальна −50 °C; липня +19,3 °C, максимальна +40 °C. Середня кількість опадів 419 мм.

### Часовий пояс
Уфа розташована в часовому поясі, що позначається за міжнародним стандартом як Yekaterinburg Time Zone (YEKT/YEKTST). Зсув відносно UTC становить +5:00. Щодо Московського часу часовий пояс має постійний зсув +2 години і позначається в Росії відповідно як MSK+2. Єкатеринбурзький час відрізняється від поясного часу на одну годину, оскільки на території Росії діє декретний час.

## Адміністративний поділ

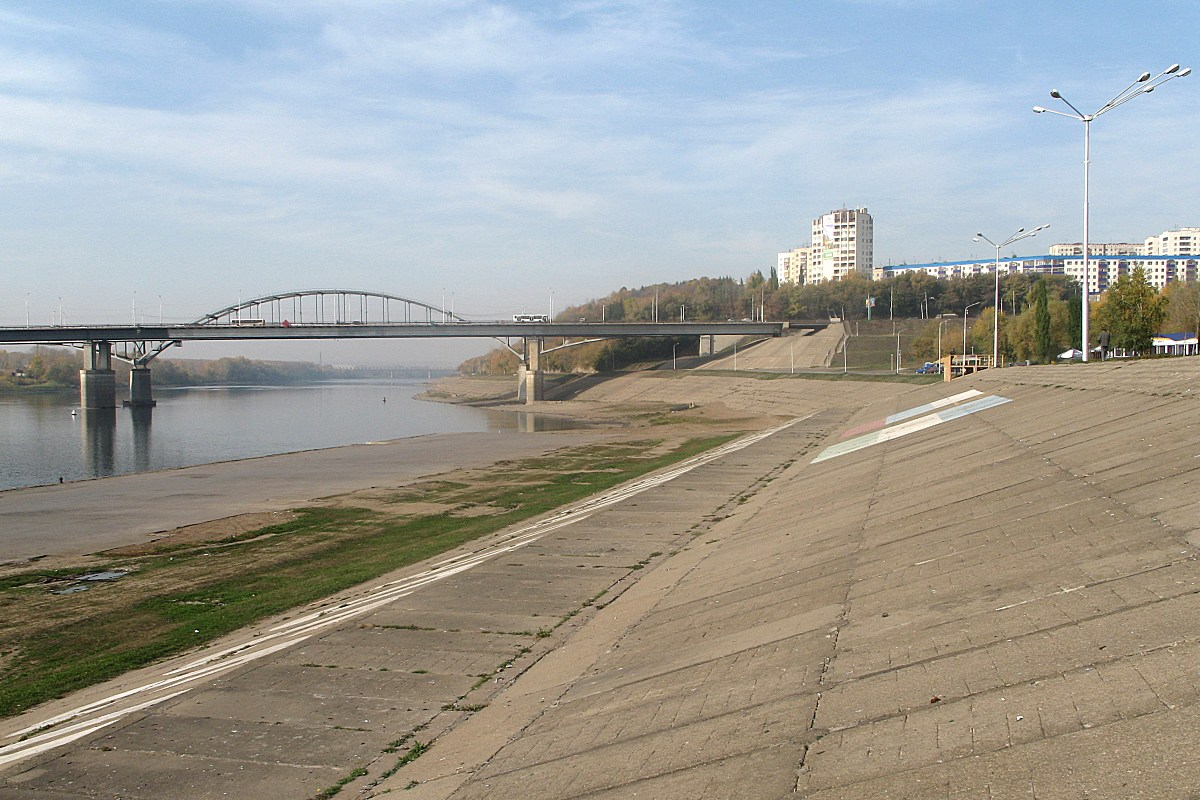
Набережна річки Білої

В Уфі 7 адміністративних районів (у дужках населення на 1 січня 2020 року):
- Дьомський (80 714 осіб)
- Калінінський (207 750 осіб)
- Кіровський (162 958 осіб)
- Ленінський (89 062 осіб)
- Октябрський (246 476 осіб)
- Орджонікідзевський (164 682 осіб)
- Радянський (177 145 осіб)

В межах міста Уфи розташовані 24 сільські населені пункти загальною чисельністю населення 9321 особа станом на 2010 рік, які перебувають в адміністративному підпорядкуванні районів міста.

## Історія
У 1574 році, через 17 років після добровільного ухвалення башкирськими племенами російського підданства і вступу Башкирії до складу Росії, в цілях заселення і зміцнення південно-східних меж Росії, поблизу Старої Казанської дороги у злиття річок Уфи і Білої казанським воєводою Михайлом Олександровичем Нагим була закладена невелика Уфимська фортеця, на схід від якої ще не було жодного міста аж до Тихого океану. Цей погляд заперечується башкирськими ученими, які наполягають на давнішому походженні Уфи . З іншого боку відзначають, що будівництво фортеці було порушенням договору 1571 р. з Ногайською Ордою, що встановлював межу по Камі.

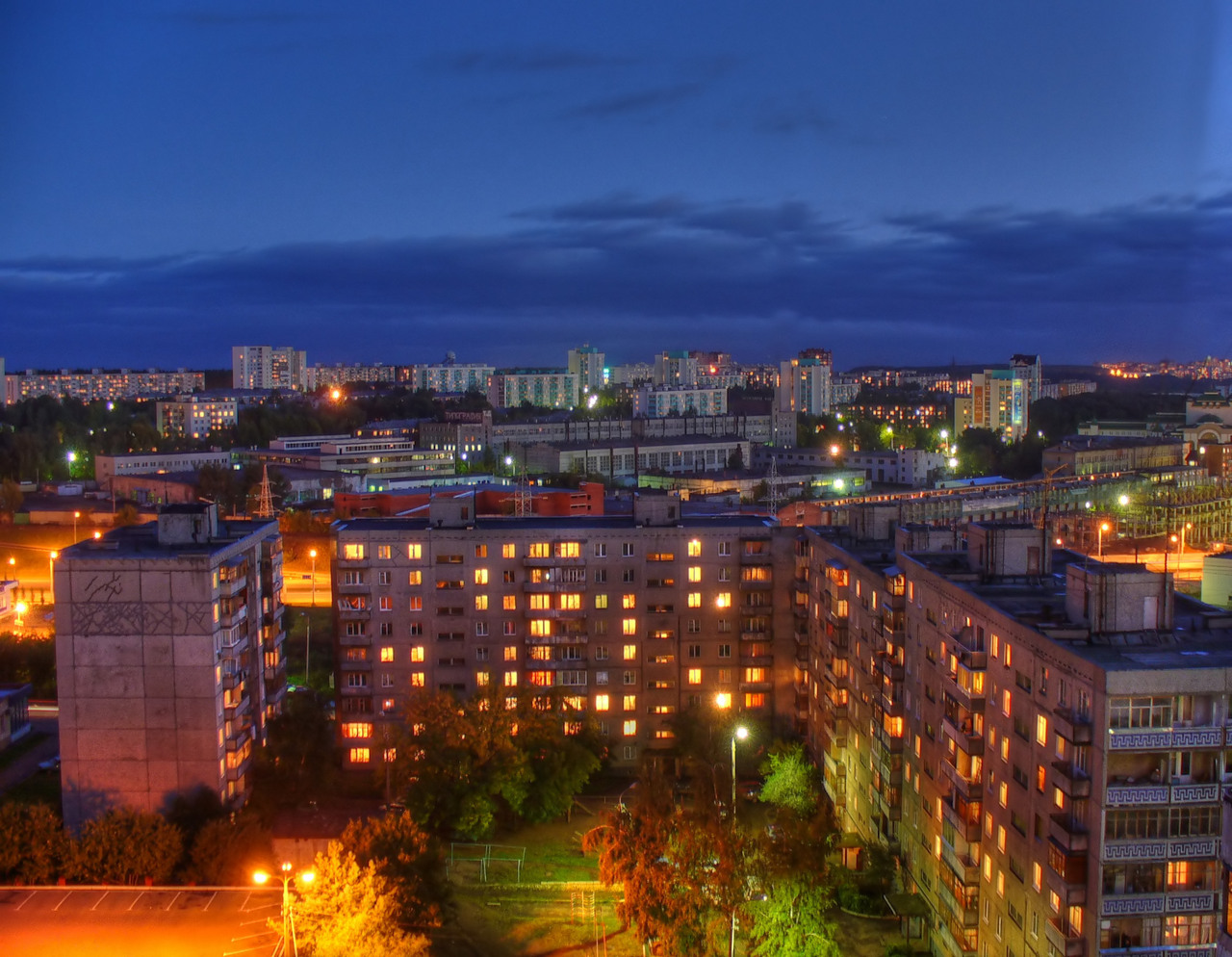
Уфа вночі

З міста-фортеці Уфа в XVII—XVIII століттях поступово перетворюється на адміністративний і економічний центр краю. З 1708 року Уфа знаходиться у складі Казанської губернії. У 1728 році місто стало центром Уфимської провінції, воєвода якої підкорявся безпосередньо Сенату. У 1744 році Уфа перебувала у складі Оренбурзької губернії. З грудня 1781 року місто стало центром Уфимського намісництва, губернатором якого призначений І. В. Ламб. З 1796 року Уфа знову у складі Оренбурзької губернії. З 1802 року Уфа стала губернським містом з резиденцією губернатора та губернських установ.
У 1803 році шотландський архітектор на російській службі Вільям Гесте склав перший генеральний план міста, але з різних причин (зокрема, банальна відсутність грошових коштів) план не був запроваджений в життя. Вільям Гесте у грудні 1817 року знову перебував в Уфі й разом з губернським землеміром Сметаніним вніс поправки до плану. У цьому вигляді урядом затверджено проєкт 3 березня 1819 року, і цей генеральний план визначив напрямки будівництва Уфи впродовж всього XIX століття.
За планом Вільяма Гесте, міські межі були розширені від вулиці Телеграфної (нині — вулиця Цюрупи) до Нікольської вулиці (Гафурі) та від річки Білої до вулиці Богородської (нині — Революційної). Архітектор вдало використовував наявну забудову і рельєф місцевості. Він вивів Велику Казанську вулицю (нині — Жовтневої Революції) — головну вулицю міста до нового центру — майбутнього Гостиного двору на Верхньоторговій площі. Адміністративно-торговий центр Уфи був вдало спланований, що підтверджується тим фактом, що він зберігався на території історичного ядра міста впродовж тривалого часу.
З 1865 року Уфа стала центром Уфимської губернії.
Промисловість в Уфі з'явилася в XIX столітті. В середині XIX століття в місті налічувалося понад десятка чинбарень й інших заводів. Відкриття в 1870 році регулярного судноплавства по річці Білій і будівництво Самаро-Златоустовської (нині Куйбишевська) залізниці (1888—1892) дали новий імпульс розвитку міста.
У місті з'явилися залізничні і судноремонтні майстерні, лісопильні заводи, парові млини. До кінця XIX століття в Уфі налічувалося близько 30 заводів і фабрик (крім вищезазначених ще силікатні виробництва, переробка сільськогосподарської сировини тощо), в місті процвітала торгівля хлібом і м'ясом.

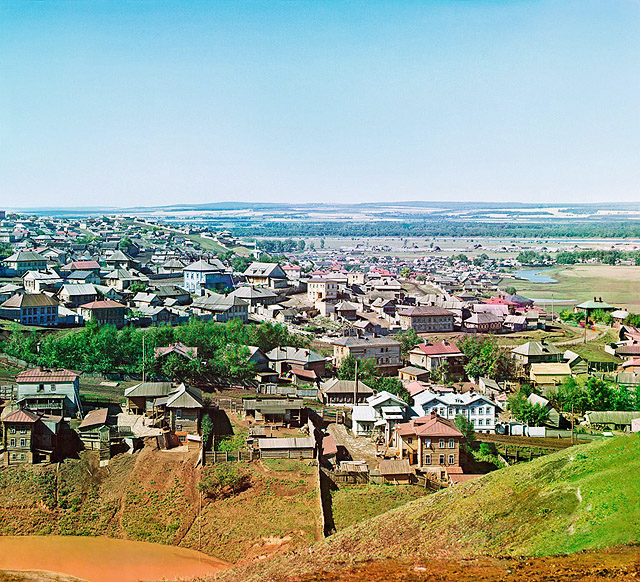
Уфа на початку XX століття (світлина Сергія Прокудіна-Горського)

23 вересня 1918 року в Уфі був створений Тимчасовий Всеросійський уряд, який знаходився в Уфі до 9 жовтня 1918 року, після чого перемістився до Омська.
У червні 1922 року до Уфимської губернії була приєднана новоутворена у 1919 році Автономна Башкирська РСР, а Уфа стала її столицею.
Наприкінці 1920—1930-х років почалася швидка розбудова міста, валова продукція промисловості збільшилася у 16 разів. Введені до ладу Уфимський промисловий комбінат, в складі якого сірникова і фанерна фабрики, лісопильний і дубильно-екстрактний заводи), підприємства легкої і харчової промисловості. У роки першої п'ятирічки були побудовані Уфимський моторобудівний завод і ТЕЦ. Після відкриття у 1939 році башкирської нафти споруджений Уфимський нафтопереробний завод.
Під час німецько-радянської війни до Уфи із західних районів СРСР були евакуйовані десятки промислових підприємств, деякі державні установи і науково-дослідні інститути, співробітники Комінтерну, письменники України тощо.
У 1944 році Сталінський район Уфи став окремим містом під назвою Черниковськ, який у 1956 році знову увійшов до складу Уфи.
У післявоєнні роки, з розширенням в республіці нафтовидобутку, в Уфі були побудовані нові нафтопереробні заводи: другий (Ново-Уфимський), а через декілька років — третій. Таким чином, Уфа стала найбільшим центром нафтопереробки в Поволжі і на Уралі. Одночасно в місті отримали розвиток хімічна промисловість і машинобудування.
У 2018 році башкирський шихан (гору) Куштау було передано для видобутку вапна Башкирській содовій компанії. Проти цього рішення почали виступати місцеві жителі. Після акцій багатьох активістів, які виступали на захист Куштау, притягнули до адміністративної та кримінальної відповідальності. Захисника гори Куштау Фаїля Алсинова звинуватили у порушенні ненависті чи ворожнечі, проте він провини не визнав. Раніше Фаїля Алсинов очолював організацію «Башкорт», яку 2020 року російська влада визнала екстремістською та заборонила. Глава Башкортостану вимагав притягнути активіста до кримінальної відповідальності за «здійснення екстремістської діяльності» та «заклики до антидержавних виступів».
19 січня 2024 року біля будівлі суду в Баймаку, де зранку винесли обвинувальний вирок Фаїлю Алсинову, декілька годин тривала непогоджена акція протесту. Декілька тисяч людей вимагали звільнити екоактивіста. Провести акцію закликали в соцмережах прихильники активіста Фаїля Алсинова, якого було засудженого до 4 років позбавлення волі. Однак ОМОН затримав декілька осіб, зокрема дівчину з плакатом зі словами Алсинова. Згодом учасники зібрання намагалися перешкодити поліцейському автозаку вивезти чотирьох затриманих з площі, сталася сутичка з ОМОН. Загалом затримано понад десять затриманих. Поліція застосувала сльозогінний газ та світлошумові гранати, била демонстрантів кийками, затримано декілька десятків осіб. Близько 20 учасників протесту звернулися за медичною допомогою, а декілька осіб згодом відправили під адміністративний арешт. Слідчий комітет порушив кримінальну справу за статтями про організацію та участь у масових заворушеннях, а також про застосування насильства щодо представників влади. Глава Башкортостану Радій Хабіров, коментуючи зіткнення прихильників Алсинова з поліцією в Баймаку, заявив, що «не терпітиме екстремізм і спроби розхитувати ситуацію», а організаторів він звинуватив у сепаратизмі.

## Населення
Чисельність населення Уфи станом на 1 січня 2008 року становить 1 023 001 особа, зокрема сільського населення — 7195 осіб (0,7 %). На частку міста Уфи припадає 25,4 % всіх жителів республіки і 42 % міського населення. Чисельність жінок (54,5 %) переважає над чисельністю чоловіків (45,5 %), на 1000 жінок припадає 836 чоловіків. Осіб молодше за працездатний вік 15,6 %, працездатного віку — 65,8 %, старше за працездатний вік — 18,6 %. За національним складом переважають росіяни (54,2 % населення), проте останніми роками помітне зростання чисельності башкир і татар за рахунок їх інтенсивної міграції із сільської місцевості. У місті проживають також мешканці інших національностей — євреї, узбеки, українці, азербайджанці та інші.

### Динаміка чисельності населення
| Роки                   | Чисельність населення (осіб) | зокрема | зокрема | зокрема |
| Роки                   | Чисельність населення (осіб) | Башкири | Росіяни | Татари  |
| ---------------------- | ---------------------------- | ------- | ------- | ------- |
| Середина XVII століття | 700-800                      |         |         |         |
| 1718                   | 5 600                        |         |         |         |
| 1811                   | 9 200                        |         |         |         |
| 1840                   | 16 500                       |         |         |         |
| 1865                   | 20 100                       |         |         |         |
| 1879                   | 23 200                       |         |         |         |
| 1886                   | 27 000                       |         |         |         |
| 1897                   | 49 300                       |         |         |         |
| 1913                   | 100 700                      |         |         |         |
| 1916                   | 112 700                      |         |         |         |
| 1920                   | 92 800                       |         |         |         |
| 1923                   | 85 300                       |         |         |         |
| 1926                   | 98 500                       |         |         |         |
| 1939                   | 250 000                      |         |         |         |
| 1959                   | 546 900                      |         |         |         |
| 1970                   | 770 900                      |         |         |         |
| 1979                   | 976 858                      | 92 678  | 568 504 | 240 881 |
| 1989                   | 1 079 765                    | 122 026 | 585 337 | 291 190 |
| 2002                   | 1 049 479                    | 154 928 | 530 136 | 294 399 |
| 2010                   | 1 071 640                    | 172 794 | 494 723 | 286 409 |

## Наука і освіта
Першим навчальним закладом, повчальним за програмою вищої освіти, був Уфимський вчительський інститут, організований в 1909 році . У 1920 році він був перетворений в Інститут народної освіти, потім — в педагогічний інститут, в 1957 році — в Башдержуніверситет.
Тепер м. Уфа і Республіка Башкортостан готують фахівців з вищою освітою в 11 самостійних державних вишах по 169 напрямам і спеціальностям. Загальний контингент студентів вищих навчальних закладів становить понад 50 тисяч осіб. Підготовка фахівців середньої ланки здійснюється в 76 середніх спеціальних навчальних закладах по 109 напрямам. Підготовку науково-педагогічних кадрів здійснюють 11 аспірантур вищих навчальних закладів.
Провідні вищі навчальні заклади в місті Уфа, такі як Башкирський державний університет, Уфимський державний авіаційний технічний університет, Уфимський державний нафтовий технічний університет, Башкирський державний медичний університет, Башкирський державний аграрний університет і Башкирський державний педагогічний університет імені Міфтахетдіна Акмулли, є основними центрами підготовки науково-педагогічних кадрів в республіці.
Підготовку науково-педагогічних кадрів здійснюють 11 аспірантур вищих навчальних закладів, в яких проходять навчання 828 осіб, зокрема 525 (63,4 %) — з відривом від виробництва.
У трьох докторантурах вишів міста Уфи навчаються понад 50 осіб, понад 700 претендентів вчених ступенів кандидатів і докторів наук працюють над дисертаціями самостійно.
Провідні виші Уфи мають високий рейтинг і, як правило, входять в першу десятку найкращих вищих навчальних закладів спорідненого профілю по Російській Федерації. У вищих навчальних закладах зосереджений основний кадровий потенціал науковців (близько 75 % всіх науковців з вченими ступенями), успішно функціонують визнані у всьому світі наукові школи з органічної хімії і хімії високомолекулярних з'єднань, машинобудуванню і обробці металів тиском, нафтохімії і нафтопереробці.
Останніми роками в місті Уфа інтенсивно йде процес зміни статусу вишів і середніх спеціальних навчальних закладів. Так, чотири провідні виші отримали статус університетів і 24 середніх спеціальних навчальних заклади перетворені в коледжі.

### Виші Уфи і Башкортостану
- Башкирський державний університет
- Уфимський державний авіаційний технічний університет
- Уфимський державний нафтовий технічний університет
- Башкирський державний аграрний університет
- Башкирський державний медичний університет
- Башкирський державний педагогічний університет імені Міфтахетдіна Акмулли
- Уфимська державна академія мистецтв імені Загіра Ісмагілова
- Уфимський технологічний інститут сервісу
- Російський ісламський університет
- Уфимський юридичний інститут міністерства внутрішніх справ Російської Федерації
- Стерлітамацький державний педагогічний інститут
- Бірський державний педагогічний університет
- Інститут органічної хімії при Уфимському Науковому Центрі РАН

## Економіка

### Промисловість
Основними галузями є нафтопереробка, хімія і нафтохімія. Важливою галуззю також є машинобудування.
Обсяг відвантажених товарів власного виробництва, виконаних робіт і послуг з чистих видів економічної діяльності в 2007 році: оброблювальна промисловість — 185,41 млрд рублів, зокрема:
- виробництво нафтопродуктів — 118,34 млрд рублів;
- виробництво транспортних засобів і устаткування — 17,73 млрд рублів;
- виробництво харчових продуктів, включаючи напої, і тютюну — 11,43 млрд рублів;

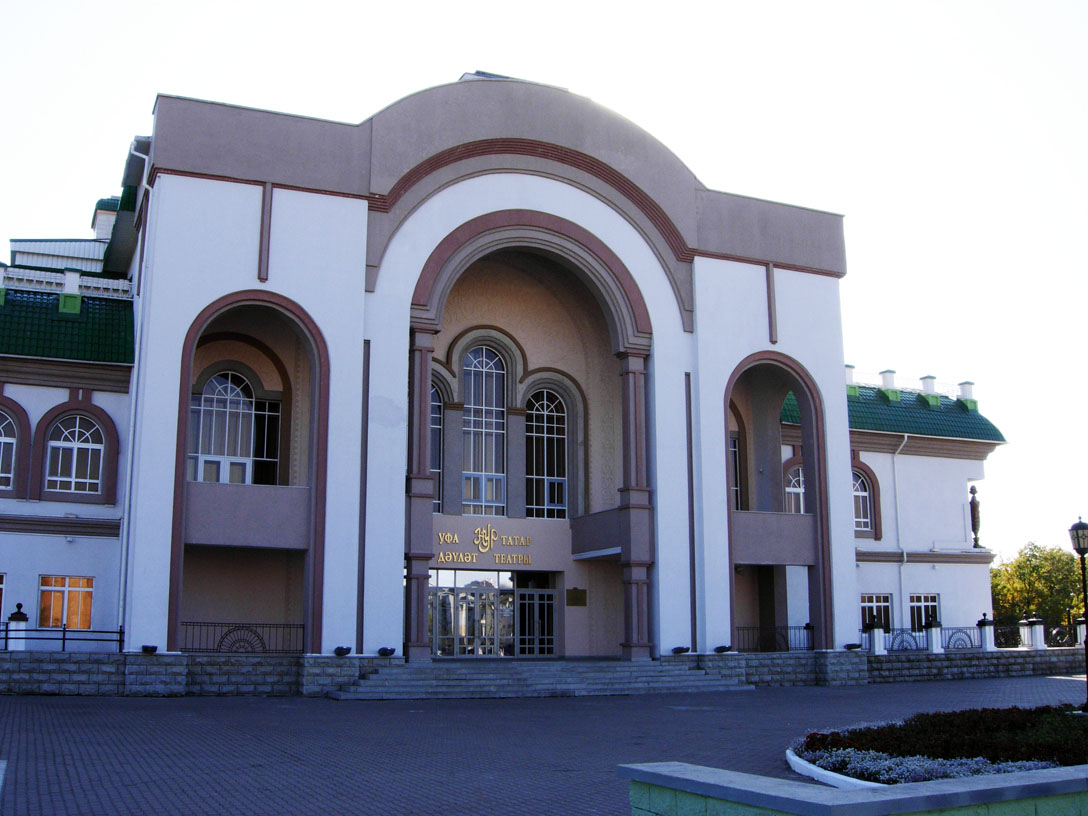
Уфимський державний татарський театр «Нур»

- хімічне виробництво — 10,67 млрд рублів.

### Транспорт
Уфа — великий міжрегіональний транспортний вузол Росії (залізничні, трубопровідні, автомобільні магістралі, повітряні і річкові шляхи).
Судноплавна річка Біла зі своєю притокою Уфою перетинається тут із Транссибірською магістраллю. Автомобільні дороги сполучають місто з Москвою, Челябінськом, Казанню, Самарою і Оренбургом. По південній околиці міста проходить автомагістраль М5 «Урал», а федеральна автодорога М7 «Волга» закінчується тут.
Зв'язок з районами Республіки Башкортостан і найближчими сусідами підтримується автобусним сполученням з Південного і Північного автовокзалів.
З 1938 р. в місті Уфі діють регулярні авіалінії. З міжнародного аеропорту «Уфа» виконуються регулярні внутрішні рейси в 27 міст Росії і регулярні міжнародні рейси в міста Київ, Анталья, Барселона, Даламан, Стамбул, Ташкент, Франкфурт-на-Майні, Худжанд.
Проект залізниці Самара — Уфа — Златоуст — Челябінськ — Єкатеринбург був затверджений у 1885 році. Залізничний міст через Білу побудований у 1888 році. Залізничні магістралі, що проходять через Уфу, забезпечують зв'язок західних і центральних районів Росії з Уралом і Сибіром.
Трубопровідний транспорт здійснює перекачування транзитних потоків нафто-газо-продуктів по території республіки, тим самим, зберігаючи єдність транспортної системи Республіки Башкортостан і Російської Федерації.
Як міський транспорт працюють трамваї, тролейбуси, автобуси, маршрутні таксі, таксі. Будівництво метрополітену заморожене, замість нього найближчими роками планується організувати «наземне метро» (міський електропоїзд, S-Bahn)
Див. також: Уфимський тролейбус, Уфимський трамвай

## Спорт
Хокейний клуб «Салават Юлаєв» — учасник Чемпіонату Росії, чемпіон Суперліги в сезоні 2007–2008.
Волейбольний клуб «Урал» (колишня назва клубу «Нафтовик Башкортостана») — учасник суперліги волейболу.
Традиційно добре розвинені спідвей і мотоперегони на гаревій доріжці.
9—12 вересня 2006 р. вперше проводився Чемпіонат світу з літнього біатлону. В Уфі є біатлонний комплекс міжнародного зразка категорії «А». Також буде проведений Чемпіонат Європи з біатлону 2009 року.

## Культура

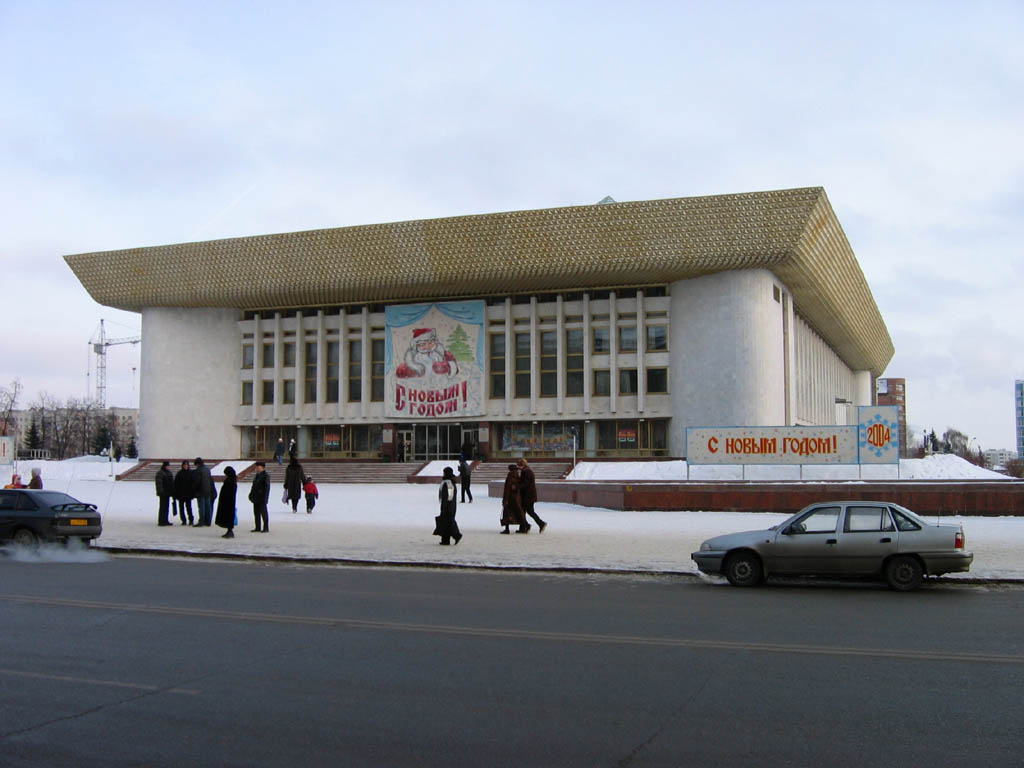
Будинок культури «Нефтяник»

Перша друкарня в Уфі відкрилася в 1801 році для потреб канцелярії цивільного губернатора. 1838 рік — початок видання першою в Уфі і губернії газети «Оренбургские губернские ведомости» (з 1865 року «Уфимские губернские ведомости»). Перша книга Уфи опублікована в 1853 році . Зараз в Уфі виходить безліч періодичних видань російською, башкирською і татарською мовами. Журнал «Бельские просторы» — літературне видання, де публікуються уфимські і башкирські російськомовні письменники і поети. Газета «Истоки» — аналітика, публікації. Журнал «Ватан» — новинне видання декількома мовами. Також виходить дитяча газета «Уфимская радуга».
Перші театральні постановки в Уфі організовані в 1772 році поляками-конфедератами засланців. У наш час[коли?] в місті працюють шість театрів: Державний театр опери і балету, Башкирський академічний театр драми імені Мажіта Гафурі, Російський академічний театр драми Башкортостану, Національний молодіжний театр імені Мустая Каріма, Уфимський державний татарський театр «Нур» і Башкирський державний театр ляльок.
У місті є близько 15 музеїв, серед них Національний музей Республіки Башкортостан, Башкирський державний художній музей імені М. В. Нестерова, музей бойової слави, музей археології і етнографії, музей геології і корисних копалин, музей лісу. Відкриті для відвідувачів і меморіальні будинки-музеї (дім-музей Мажита Гафурі, меморіальний будинок-музей С. Т. Аксакова та інші).

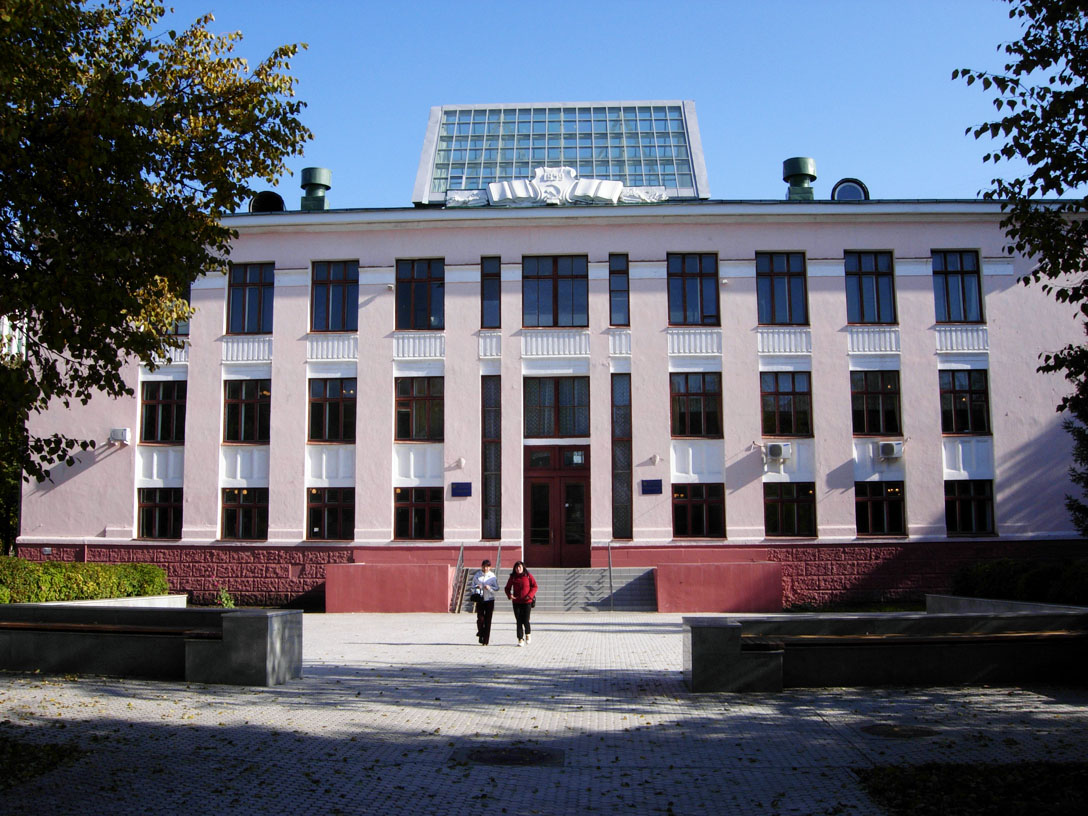
Національна бібліотека імені Ахмет-Закі Валіді

Мечеть «Хамза-Хаджі»

У 1918 р. в Уфі працював відомий чеський письменник Ярослав Гашек. Тут він випускав газети «Наш путь», «Красная Европа», написав серію розповідей і фейлетонів («Из дневника уфимского буржуа», «Уфимский Иван Иванович», «Об уфимском разбойнике, лавочнике Булакулине», «Преосвященный владыка Андрей», «Два выстрела»).

### Бібліотеки та архіви
- Національний архів Республіки Башкортостан
- Наукова бібліотека Уфимського Наукового Центру РАН;
- Національна бібліотека ім. Ахметзаки Валіді;
- Республіканська базова бібліотека;
- Центральна міська бібліотека;
- Центральна міська дитяча бібліотека;
- Башкирська республіканська спеціальна бібліотека для сліпих.

Крім того, в Уфі є 25 загальних, а також 18 дитячих бібліотек.

## Релігія
Основними релігійними конфесіями в місті є православне християнство (Російська православна церква) та іслам. Уфа є місцем перебування центральних органів та муфтія Центрального Духовного керування мусульман Росії і Духовного управління мусульман Республіки Башкортостан.

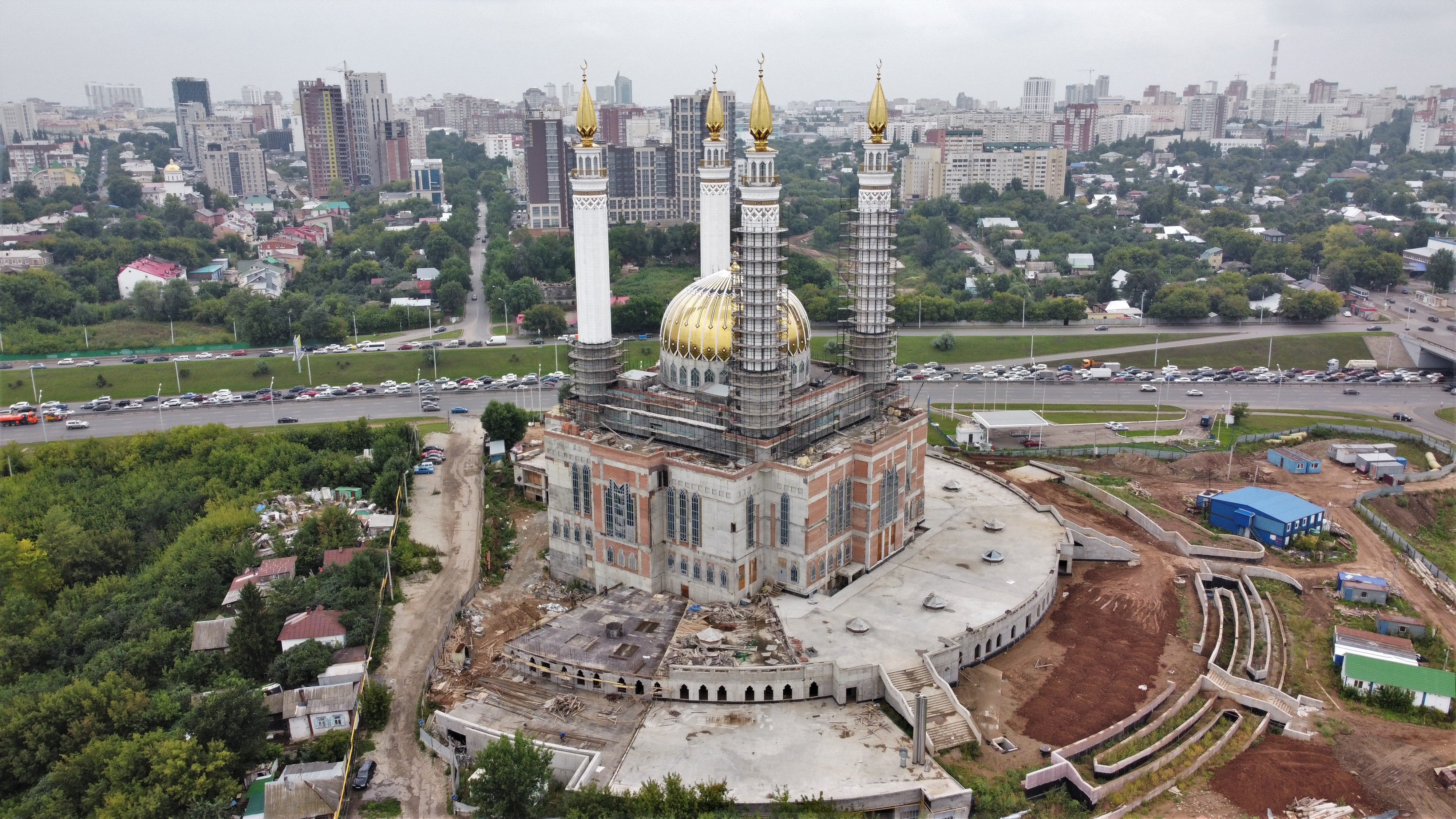
Будівництво мечеті Ар-Рахім

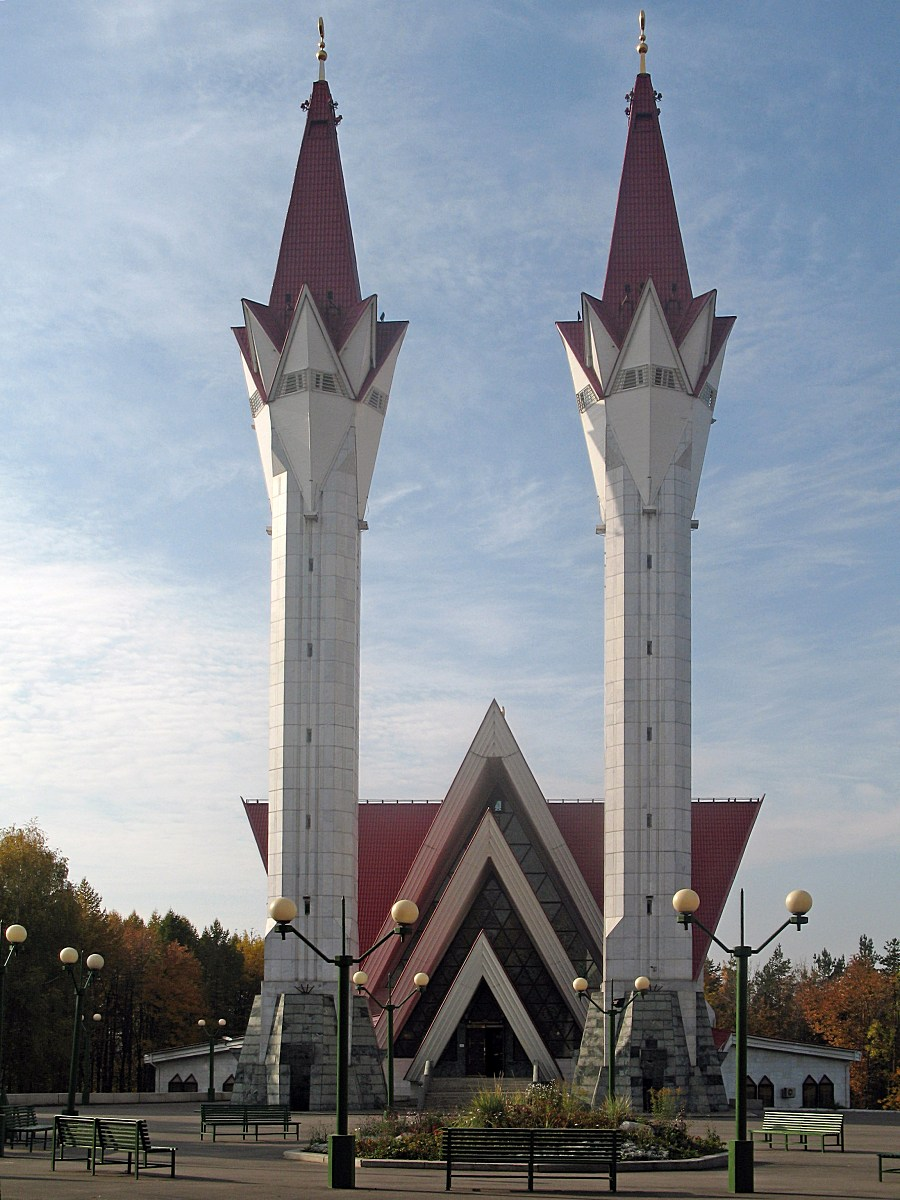
«Ляля-Тюльпан»

Культові споруди:
- Собор Різдва Богородиці
- Хрестовоздвиженський храм
- Перша соборна мечеть
- Мечеть «Ляля-Тюльпан»
- Мечеть Ар-Рахім (будується)

## Міста-побратими
Галле, Німеччина
 Шеньян, Китай
 Хефей, Китай
 Мінськ, Білорусь
 Наньчан, Китай
 Нур-Султан, Казахстан
 Бішкек, Киргизстан

## Відомі люди
В Уфі помер болгарський літературознавець Величков Алекси.
У парку Перемоги міста поховано двічі Героя Радянського Союзу М. Г. Гареєва (1922—1987).

### Уродженці
- Бизіна Ніна Іванівна (1930—2024) — радянська російська оперна співачка (лірико-колоратурне сопрано). Заслужена артистка РРФСР (1974).
- Болтнєв Андрій Миколайович (1946—1995) — радянський і російський актор театру і кіно.
- Губін Андрій Вікторович (нар. 1974) — радянський і російський поп-співак, популярний у 1990-ті роки.
- Іванов Петро Гнатович (1904—1945) — Герой Радянського Союзу.
- Земфіра Рамазанова (нар. 1976) — російська рок-співачка, музикант і композитор.
- Розенберг Геннадій Самуїлович (нар. 1949) — радянський і російський вчений, доктор біологічних наук.
- Шабанова Ірина Миколаївна (нар. 1938) — радянський і російський науковець-фізик.
- Шайгарданов Юрій Ахтямович (нар. 1954) — радянський і російський кінооператор. Заслужений діяч мистецтв РФ (2003).